# Cultura Longshan

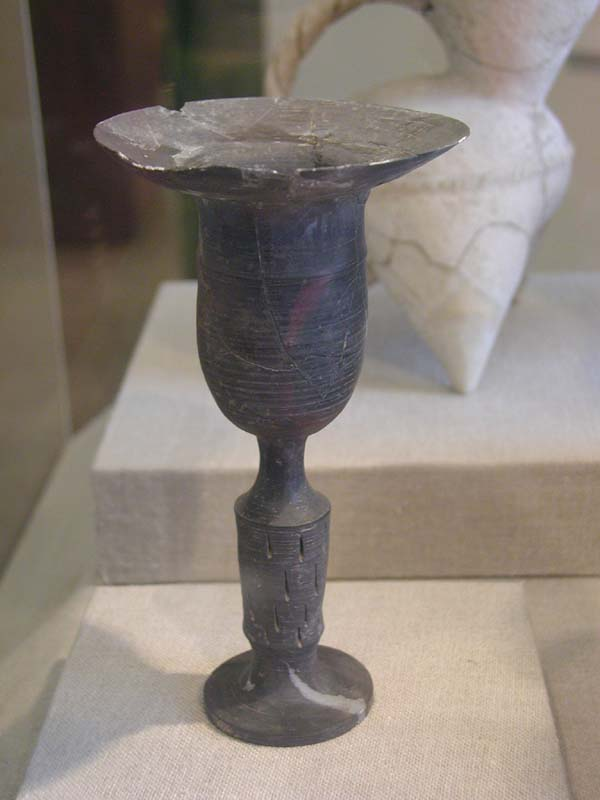
Uma taça com forma de casca de ovo, da cultura Longshan

Onze caracteres encontrados em Dinggong, Shandong, da cultura Longshan

A Cultura Longshan (em chinês 龍山文化, pinyin Lóngshān wénhuà) foi uma cultura que surgiu no final do Neolítico, próxima ao médio e baixo Rio Amarelo na China. Foi assim chamada devido a Longshan, província de Shandong, o primeiro sítio arqueológico desta cultura que foi encontrado. A cultura Longshan é datada pelos arqueólogos durante o segundo e terceiro milênio a.C..
Um fator distintivo da cultura Longshan era o alto nível técnico em olaria, como indicam os numerosos vestígios de potes e vasilhames de cerâmica encontrados.
A cultura Longshan também marcou a transição para o estabelecimento de cidades, indicado pelos vestígios de muros de terra prensada encontrados, por exemplo, no sítio arqueológico de Taosi. O cultivo de arroz já estava claramente estabelecido no período.
A população neolítica chinesa alcançou seu apogeu durante a cultura Longshan. Com o término da cultura Longshan, a população decresceu agudamente; o que é indicada pelo brusco desaparecimento de potes de cerâmica de alta qualidade, que costumavam ser encontrados em quantidade nos vestígios de ritos fúnebres.